# Tokarz

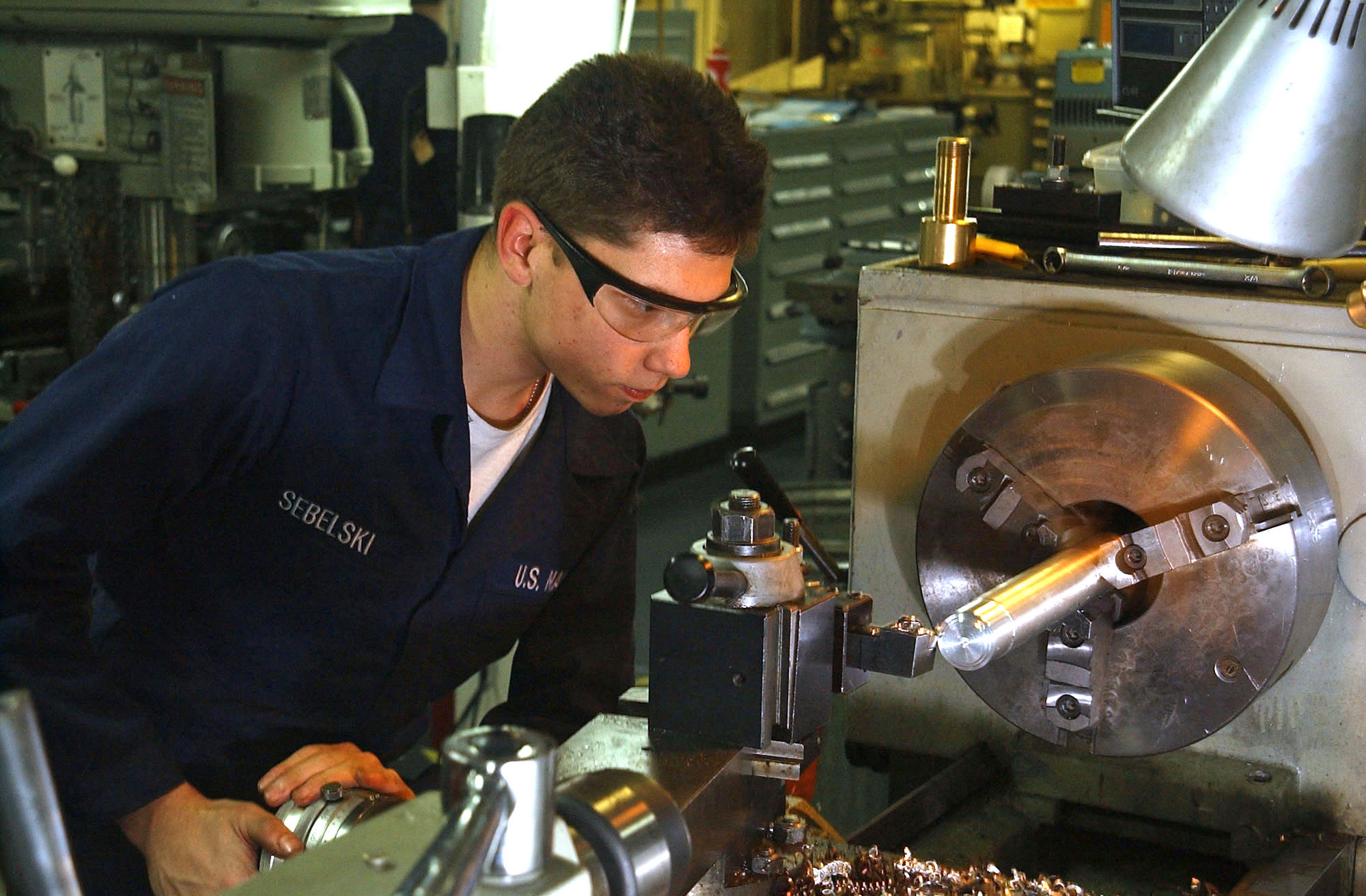
Tokarz przy pracy

Tokarz − osoba zajmująca się obróbką metali i nie tylko (np. obróbka drewna, tworzyw polimerowych etc.). Wymagania, jakie musi spełniać osoba ubiegająca się o to stanowisko to wykształcenie zawodowe, w kierunku operatora obrabiarek skrawających, o specjalności tokarz.